# Sveta Trojica (gmina Domžale)
Sveta Trojica – wieś w Słowenii, w gminie Domžale. W 2018 roku liczyła 154 mieszkańców.